# Upstate Medical University Arena
Die Upstate Medical University Arena (voller Name: Upstate Medical University Arena at Onondaga County War Memorial) ist eine Mehrzweckhalle in der US-amerikanischen Stadt Syracuse, Onondaga County, im Bundesstaat New York. Die Veranstaltungshalle bot bei seiner Einweihung 9000 Plätze und kostete vier Mio. US-Dollar. Sie ist seit 2014 die Heimspielstätte des Eishockeyfranchise der Syracuse Crunch aus der American Hockey League (AHL). Der moderne Bau wurde 1988 in die Liste des National Register of Historic Places aufgenommen. Die Halle mit 7000 Plätzen ist den Kriegsveteranen und Gefallenen des Onondaga County gewidmet.

## Geschichte

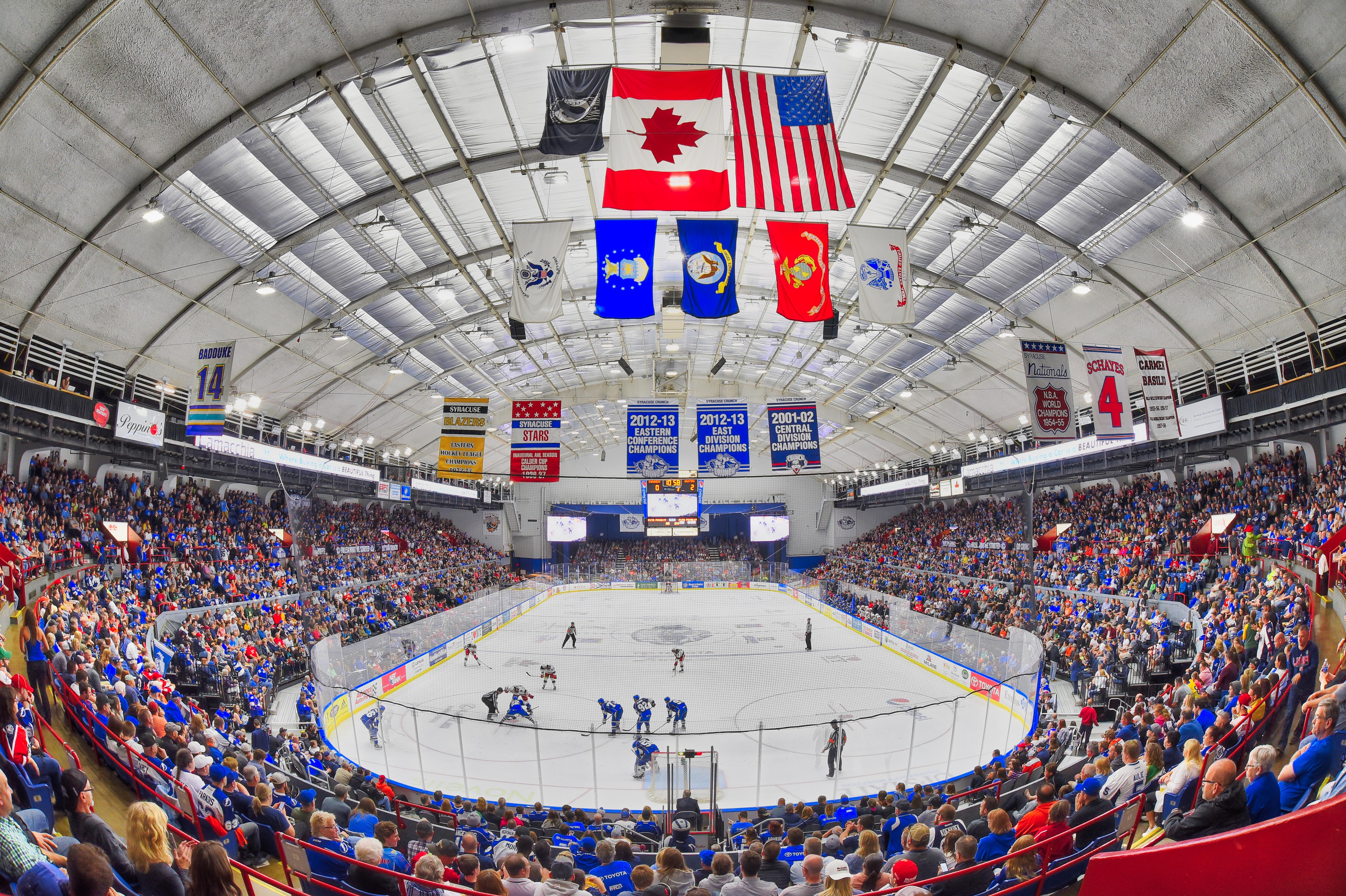
Eishockeyspiel in der Oncenter War Memorial Arena im Juni 2017

Die Halle mit einem Tonnendach wurde am 12. September 1951 unter dem Namen Onondaga County War Memorial eröffnet. Von der Eröffnung, bis zum Umzug nach Philadelphia 1963, waren die Syracuse Nationals aus der National Basketball Association (NBA) in der Spielstätte ansässig. Dabei erreichten sie mit Earl Lloyd die NBA Finals 1954 und 1955. 1954 fanden Spiel 3 bis 5 beim 3:4 gegen die Minneapolis Lakers in Syracuse statt. Im Jahr darauf waren es Spiel 1 und 2 sowie 6 und das entscheidende Spiel 7 beim 4:3 gegen die Fort Wayne Pistons. Die Nationals feierten ihren einzigen Titel in der NBA. 1961 war die Halle Schauplatz des NBA All-Star Game, bei dem die West All-Stars gegen die East All-Stars mit 153:131 gewannen. Die Syracuse Warriors waren von 1951 bis 1954 das erste Team der AHL im Onondaga County War Memorial. Kurzzeitig nutzten die Syracuse Eagles von 1974 bis 1975 und die Syracuse Firebirds von 1979 bis 1980 das Onondaga County War Memorial. Als vierter Vertreter der AHL tragen die Syracuse Crunch seit 2014 ihre Partien in der Arena in Syracuse aus. 2013 und 2017 (jeweils gegen die Grand Rapids Griffins) erreichten sie dabei die Play-off-Spiele um den Calder Cup. Beidesmal verließ man am Ende die Eisfläche als Verlierer. Zweimal (1998 und 2016) war die Halle Austragungsort des AHL All-Star Classic.
1967 und 1971 fand das Endturnier NCAA Frozen Four um die College-Eishockeymeisterschaft statt. Von 1968 bis 2003, bis auf 1969 und 1973, wurde in der Arena das Ringer-Turnier der New York State Public High School Athletic Association (NYSPHSAA) durchgeführt. Seitdem wird das Turnier an wechselnden Orten ausgetragen. Neben Eishockey und Basketball kam Ende der 1990er Jahre die Lacrosse-Mannschaft der Syracuse Smash aus der National Lacrosse League (NLL) in die Arena und blieben bis in das Jahr 2000. Auch Indoor Soccer wurde geboten. Die Syracuse Soldiers der American Indoor Football League (AIFL) waren 2006 Nutzer der Halle; sie wurden aber nach einer Saison wieder aufgelöst. Von 2011 bis 2018 trugen die Syracuse Silver Knights aus der Major Arena Soccer League (MASL) ihre Heimspiele in der Oncenter War Memorial Arena aus. 2015 machte die Lacrosse-Hallenweltmeisterschaft in der Sportarena Station. Es wurden Wrestling-Shows der WWF und der WWE veranstaltet.
Seit den ersten Tagen bis in die Gegenwart wird das Onondaga County War Memorial auch als Konzertarena genutzt. Zu den ersten Künstlern in den 1950er Jahren gehörten z. B. Nat King Cole, Duke Ellington, Fats Domino, Sarah Vaughan, LaVern Baker, Bo Diddley, Ann Cole, Bill Haley, Chuck Berry, The Everly Brothers, Merv Griffin, Freddy Martin, Dean Martin & Jerry Lewis, Bill Doggett, Charles Brown, The Platters oder Liberace.
1976 wurde, nördlich der Arena, das Oncenter John H. Mulroy Civic Center Theaters, dass u. a. drei Theater und die Syracuse Opera beherbergt, eröffnet. 1992 wurde das Kongresszentrum Nicholas J. Pirro Convention Center mit fast 10.000 m² Fläche, südlich der Arena, eingeweiht. 1993 wurde die Veranstaltungshalle erstmals umfangreich renoviert. Der Komplex aus den drei Gebäuden trägt den Namen The Oncenter. 2012 erhielt das Onondaga County War Memorial eine LED-Beleuchtungsanlage in der Halle. Es war die erste Anlage in einer Eishalle in den Vereinigten Staaten.
Vior der 25. Saison der Syracuse Crunch erfolgte 2018 eine weitere Renovierung. Es wurden z. B. sechs Luxussuiten und eine Premier-Club-Ebene geschaffen sowie ein moderner Videowürfel installiert. Die Einrichtung wurde auf den Stand der Technik gebracht.
Am 20. Dezember 2019 gaben der Onondaga County, die Upstate Medical University und die Syracuse Crunch den Abschluss eines Sponsoringvertrags über elf Jahre bekannt. Die Oncenter War Memorial Arena erhielt den neuen Namen Upstate Medical University Arena at Onondaga County War Memorial. Die Upstate Medical University kann die Halle ganzjährig für seine Gesundheitsprogramme nutzen. Darüber hinaus wurde die Fortsetzung der 15-jährigen Partnerschaft der Syracuse Crunch mit der Upstate Medical University beschlossen. Für das Sponsoring der Halle zahlt die Universität insgesamt 2.778.236 US-Dollar. Das Sponsoring der Syracuse Crunch 2.022.594 US-Dollar.
Für die Filmkomödie Schlappschuss (Originaltitel: Slap Shot) von 1977 mit Paul Newman und Michael Ontkean wurden Szenen im Onondaga County War Memorial gedreht.